# Juan Jorge Giha
Juan Jorge Giha, né le 23 avril 1955 à Santiago, est un tireur sportif péruvien.

## Carrière
Juan Jorge Giha participe aux Jeux olympiques de 1992 à Barcelone et remporte la médaille d'argent dans l'épreuve du skeet.